# قطعنامه ۴۰۱ شورای امنیت
قطعنامه ۴۰۱ شورای امنیت سازمان ملل متحد که در تاریخ ۱۴ دسامبر ۱۹۷۶ تصویب شد، سندی بین‌المللی دربارهٔ قبرس است. این قطعنامه طی نشست ۱٬۹۷۹ام با ۱۳ موافق، ۰ مخالف و ۰ ممتنع تصویب شد.